# Гепатит
Гепати́т (греч. ἡπατῖτις, от ἥπαρ — печень) — воспалительные заболевания печени различной, в том числе и вирусной этиологии. В общем смысле характеризует любое воспаление печени. В 2016 году крупное международное исследование показало, что смертность от гепатита сопоставима с туберкулёзом, малярией и ВИЧ. Всемирный день борьбы с гепатитом отмечается 28 июля.

## Симптомы гепатита
Желтуха — наиболее заметный симптом воспаления печени, возникает, когда билирубин, не переработанный печенью, попадает в кровь и придаёт коже характерный желтоватый оттенок. Однако часто встречаются и безжелтушные формы гепатита. Иногда его начало напоминает грипп: повышение температуры тела, головная боль, общее недомогание, ломота в теле и т.д, проявляя таким образом симптомы вирусного гепатита.
Боли в правом подреберье, как правило, возникают вследствие растяжения оболочки печени (увеличения печени) или могут быть связаны с жёлчным пузырём и поджелудочной железой. Боли могут быть как тупые, длительные, ноющие, так и приступообразные, интенсивные, могут отдавать в правое плечо и правую лопатку.

## Клинические аспекты гепатитов
Выделяют две основные формы клинического течения гепатитов: острую и хроническую.

### Острая форма
Острая форма течения наиболее характерна для гепатитов вирусной природы, а также для гепатитов, вызванных отравлениями, в том числе сильными ядами. При острой форме развития гепатита наблюдается заметное ухудшение общего состояния больного, развития признаков общей интоксикации организма и нарушения функции печени (повышение температуры тела, в ряде случаев развитие желтухи и др.), а также повышение уровня трансаминаз и общего билирубина крови.
Острый гепатит, как правило, заканчивается полным выздоровлением больного, однако в некоторых случаях наблюдается переход острого течения болезни в хроническое.

### Хроническая форма
Хроническая форма может развиваться самостоятельно (например, при хроническом отравлении этиловым спиртом), или продолжать развитие острого гепатита (вирусный гепатит B, D). Клиническая картина при хроническом гепатите бедная, заболевание долгое время протекает бессимптомно. Характерно стойкое увеличение размеров печени, тупые боли в правом подреберье, непереносимость жирной пищи и др. При хроническом гепатите клетки печени постепенно замещаются соединительной тканью, так что в большинстве случаев нелеченый хронический гепатит ведёт к развитию цирроза печени. Пациенты, страдающие хроническим гепатитом, подвержены высокому риску развития первичного рака печени. Хронические вирусные гепатиты B, C, D в ряде случаев поддаются противовирусной терапии. Лечение проводится опытным инфекционистом-гепатологом.

## Этиология гепатитов
Воспаление печени (гепатит) может быть вызвано различными факторами (гепатотропными факторами), способными повреждать паренхиму печени.
Этиотропная классификация гепатитов включает
1. Инфекционный (вирусный) гепатит:
- Гепатит A
- Гепатит B
- Гепатит C
- Гепатит D
- Гепатит E
- Гепатит F
- Гепатит G
- Гепатиты как компонент: жёлтой лихорадки, цитомегаловирусной инфекции, краснухи, эпидемического паротита, инфекции вируса Эпштейна — Барр, разнообразных инфекций герпеса, лихорадки Ласса, СПИДа.
- Бактериальные гепатиты: при лептоспирозе, сифилисе.
- Паразитарные гепатиты: при амёбиазе, токсоплазмозе, фасциолёзе, описторхозе, шистосомозе

2. Токсический гепатит:
- Алкогольный гепатит
- Лекарственный гепатит
- Гепатиты при отравлении различными химическими веществами

3. Лучевой гепатит (компонент лучевой болезни)
4. Аутоиммунный гепатит

#### 5. Ишемический гепатит
Диффузное поражение печени, вызванное неадекватным поступлением крови или кислорода.

## Вирусные гепатиты

### Гепатит A
Гепатит A (болезнь Боткина) вызывает РНК-содержащий вирус гепатита A из семейства Picornaviridae. Заболевание передаётся алиментарным путём. Вирус попадает в организм человека с загрязнёнными продуктами питания, водой, предметами обихода. Основным источником инфекции служат больные с безжелтушными формами болезни (протекают без желтухи). Вирус выделяется с калом больного в инкубационный период и в начале болезни.
При попадании в желудочно-кишечный тракт вирус проникает через слизистую оболочку кишечника и с током крови заносится в печень, где внедряется в клетки печени и начинает активно размножаться. Инкубационный период равен в среднем 15—30 дням с вариациями от 7 до 50 дней. Поражение печени связано с прямым разрушительным действием вируса на гепатоциты (клетки печени). Вирус гепатита A имеет кислотоустойчивую оболочку. Это помогает вирусам, попавшим с загрязнёнными продуктами и водой, пройти кислый защитный барьер желудка.
Выраженность клинических проявлений варьируется в зависимости от степени поражения печени.
Различают:
- острую (желтушную) форму,
- подострую (безжелтушную) и
- субклиническую форму болезни (клинические проявления почти отсутствуют).

Основными симптомами являются: общее недомогание, лихорадка, боли в мышцах, рвота, диарея, тупые боли в правом подреберье, увеличение печени, тёмная окраска мочи. Может быть желтушная окраска кожи и слизистых оболочек, однако это встречается не всегда.
Острый гепатит верифицируется по антителам класса IgM в сыворотке крови. После перенесённого заболевания развивается пожизненный иммунитет, обусловленный IgG.

### Гепатит B
Гепатит B вызывает ДНК-содержащий Вирус гепатита B из семейства Hepadnaviridae, и провоцирует как острые, так и хронические формы гепатита. Хронический гепатит развивается у 10 % взрослых больных, перенёсших гепатит B. Против вируса гепатита B имеется эффективная вакцина.
Источниками инфекции служат больные с острыми и хроническими формами гепатита, а также вирусоносители. Передача вируса осуществляется парентерально естественными и искусственными путями. Из естественных путей наиболее распространён половой путь передачи инфекции. Также возможна передача инфекции во время родов от больной матери ребёнку или трансплацентарное заражение плода во время беременности. Искусственный путь передачи инфекции осуществляется при переливании заражённой крови или её компонентов, при использовании нестерилизованных хирургических или стоматологических инструментов, шприцев и т. п. Для такого заражения достаточно 0,0001 мл крови.
Проникнув в кровяное русло, вирус с током крови заносится в печень, где внедряется в гепатоциты. Вследствие внутриклеточного размножения вируса, в мембрану гепатоцитов встраиваются вирусные белки, которые будучи распознанными клетками иммунной системой, вызывают развитие иммунного ответа. Дальнейшее разрушение клеток печени происходит под влиянием Т-лимфоцитов (киллеры).
Инкубационный период может продлиться от 50 до 180 дней. Клинические проявления гепатита B во многом схожи с таковыми при гепатите A. Чаще всего развивается желтушная форма. Больные жалуются на расстройство пищеварения, боли в суставах, слабость. В некоторых случаях на коже появляются зудящие высыпания. Желтуха нарастает параллельно с ухудшением самочувствия больного. Наиболее часто регистрируются среднетяжёлые и тяжёлые формы болезни. По сравнению с гепатитом A, при гепатите B чаще нарушение функций печени носит более выраженный характер. Чаще развивается холестатический синдром, обострение, затяжное течение, а также рецидивы болезни и развитие печёночной комы. Острая форма гепатита B примерно у 10 % пациентов переходит в хроническую активную или хроническую персистирующую формы, что со временем ведёт к развитию цирроза печени. После перенесённого заболевания развивается длительный иммунитет. В целях профилактики проводят плановую вакцинацию населения.
Существуют экспресс-тесты, позволяющие проводить обследования на гепатит B в лабораторных условиях или дома с помощью тест-полосок. Иммунохроматографический экспресс-тест, выявляющий антитела к гепатиту B, — надёжное и безопасное средство, способное за 10—15 минут диагностировать наличие или отсутствие заболевания. Материалом для исследования служит кровь из пальца руки. В случае определения заболевания на индикаторе теста появляется 2 фиолетовые полоски. Отрицательный результат — одна полоска в контрольной зоне. Одна полоска в тестовой зоне или их полное отсутствие говорит о том, что анализ необходимо сделать повторно и с новым индикатором.
При использовании современных противовирусных препаратов существует небольшая вероятность полного излечения гепатита B. Пегилированный интерферон может считаться лекарственным средством первого выбора для лечения пациентов с хроническим гепатитом B.
Ввиду опасности развития побочных явлений в ходе интерферонотерапии хронических вирусных гепатитов, в частности гепатита B, таких как депрессия, дерматологические проблемы и др., лечение должно проводиться под контролем опытного инфекциониста-гепатолога.

### Гепатит C
Гепатит C вызывает РНК-содержащий вирус гепатита C (HCV) семейства Flaviviridae. На данный момент различают 11 основных генотипов вируса гепатита C: 1a, 1b, 1c; 2a, 2b, 2c; 3a, 3b; 4a, 4b, 4c, 4d, 4e; 5a; 6a; 7a, 7b; 8a, 8b; 9a; 10a; 11a.
Гепатит C (ранее назывался «гепатит ни А, ни В», а в настоящее время описывается как системная HCV-инфекция) передаётся при контакте с заражённой кровью. Гепатит C может приводить к развитию хронического гепатита, завершающегося циррозом печени и раком печени.
Вакцины против гепатита C не существует.
Пациенты с гепатитом C предрасположены к развитию тяжёлого гепатита, если контактируют с гепатитом A или В, потому все пациенты с гепатитом C должны быть вакцинированы против гепатита A и В. Как правило, из 100 инфицированных 3—5 человек погибают. Группы риска прежде всего связаны с переливанием крови и её препаратов, хирургическими операциями, инъекциями наркотиков с использованием общих шприцев, беспорядочными половыми контактами. Предполагается (хоть и маловероятно), что возможно заражение при общем использовании в быту эпиляторов, маникюрных, бритвенных принадлежностей и т. п.
Считается, что 15—20 % заражённых вирусом гепатита C излечиваются самостоятельно, при помощи собственной иммунной системы. У остальных больных заболевание приобретает хронический характер. Порядка 20 % хронических больных рискуют прийти к циррозу или раку печени.
В клинической картине хронического гепатита C наиболее характерен астенический синдром: слабость, быстрая утомляемость, прогрессирующее снижение трудоспособности, нарушение сна.
Стоимость лечения гепатита C в США может доходить до 70 тыс. долларов за курс. Дженерики современных препаратов продаются в Индии, Египте и предназначены для продажи только в некоторых странах с невысокими доходами населения. Стоимость курса там составляет порядка 500 - 1000 долларов. В лечении применяются как импортные препараты, так и их российские аналоги.
Стоимость лечения, продолжительность лечения, а также вероятность излечения зависит от генотипа вируса, возраста и пола больного, продолжительности заболевания и других факторов. В настоящее время противовирусная терапия представляет собой комбинированную терапию препаратами софосбувир в комбинации с даклатасвиром, ледипасвиром или велтапасвиром. Обнадёживающие результаты такого лечения наблюдаются у 95-98 % людей. При старых схемах лечения лучше всего поддавался лечению 3-й генотип. На текущий момент картина изменилась. Побочных эффектов от современных препаратов практически нет.
В первую очередь нужно думать о профилактике и своевременном обнаружении вируса. Основной метод, применяющийся в настоящее время для диагностики HCV-инфекции, — ИФА и ПЦР (полимеразная цепная реакция). Для уточнения состояния печени проводят фибросканирование и/или биопсию печени.

### Гепатит D
Гепатит D (гепатит дельта) провоцируется вирусом гепатита D и характеризуется острым развитием с массивным поражением печени. Дельта-вирус способен размножаться в клетках печени только в присутствии вируса гепатита B, так как для выхода из клетки частицы дельта-вируса используют белки вируса гепатита B. Гепатит D распространён повсеместно. Источником вируса служит больной человек или вирусоноситель. Заражение вирусом D происходит при попадании вируса непосредственно в кровь. Пути передачи схожи с таковыми при гепатитах B или С. Инкубационный период длится от 3 до 7 недель. Клиническая картина напоминает клинику вирусного гепатита B, однако течение заболевания как правило более тяжёлое. Острые формы заболевания могут заканчиваться полным выздоровлением больного. Однако в некоторых случаях (3 % при совместном заражении гепатитом B и 90 % у носителей HBsAg) развивается хронический гепатит, приводящий к циррозу печени. Вакцинация против гепатита B защищает от заражения гепатитом D.

### Гепатит E
Гепатит E провоцирует симптомы, схожие с симптомами гепатита A, хотя иногда может принимать фульминантное развитие, в особенности у беременных женщин. По способам передачи гепатит E близок к гепатиту A. Он может передаваться через заражённую вирусом воду, пищу, а кроме того — через кровь.
Тяжёлые исходы в виде фульминантного гепатита, приводящего к смерти, при гепатите E встречаются значительно чаще, чем при гепатите A и остром гепатите B.
Наиболее часто гепатит E встречается в Центральной Азии и странах Африки.
Вирус был открыт и описан в начале 80-х годов XX века в Институте полиомиелита и вирусных энцефалитов (Москва) группой учёных под руководством  Михаила Балаяна.

### Гепатит F
Ещё один тип вирусного гепатита человека, существование которого предполагается на основании эпидемиологических данных и предварительного изучения в опытах на обезьянах отдельных изолятов вируса от больных посттрансфузионным гепатитом. Имеются сведения, что некоторая доля больных, перенёсших явно посттрансфузионный гепатит, остаётся серонегативной в отношении всех маркеров известных вирусных гепатитов человека; в различных странах Запада эта доля достигает 15—20%. Более того, длительные наблюдения за отдельными больными — лицами с высоким риском заражения посттрансфузионным гепатитом — такими как наркоманы или больные гемофилией, показали, что у них имеют место повторные заболевания желтухой, в том числе этиологически не связанные с вирусами гепатитов A, В, С, D, Е и G.
Под термином “гепатит F” рассматриваются очевидно два разных вируса посттрансфузионного гепатита, которые по некоторым свойствам отличаются от вирусов гепатита B, гепатита C и гепатита G. Один из них присутствовал в образцах донорской крови; он был устойчив к жирорастворителям и не вызывал образования характерных для гепатита C ультраструктурных изменений в гепатоцитах (т. н. тубулярных структур); заражение шимпанзе, иммунных к гепатиту C, приводило к развитию гепатитоподобного заболевания, а заражение неиммунных шимпанзе не сопровождалось появлением антител к вирусу гепатита C. Другой был выделен из фекалий больного посттрансфузионным гепатитом; при заражении макак-резусов он вызывал гепатит; был способен размножаться в монослойных культурах клеток и по своим морфологическим свойствам напоминал аденовирус.

### Гепатит G
Вирус Гепатита G (HGV, GBV-C) был выделен в 1995 году научной группой фирмы «Abbott» под руководством I. Mushahvar от больного хроническим гепатитом C, а впоследствии и от больных гепатитом «ни-А-ни-Е». Высказывается предположение о наличии как минимум 3 генотипов и нескольких субтипов вируса. Возможны пути передачи с кровью и через половой контакт, но пока ещё не совсем ясно вызывает ли он гепатит сам или ассоциируется с гепатитом другой этиологии. Его первичное размножение в печени на данный момент не доказано.
Вирус гепатита G относят к пегивирусам, однонитевый РНК-содержащий. Неустойчив в окружающей среде, мгновенно погибает при кипячении.

## Токсические гепатиты

### Лекарственные гепатиты
Наиболее часто лекарственный гепатит может быть вызван следующими лекарственными препаратами:
- Галотан
- Метилдопа
- Изониазид, Рифампицин, Пиразинамид (и другие противотуберкулёзные препараты)
- Фенитоин, Вальпроат натрия
- Зидовудин
- Кетоконазол
- Антибиотики группы тетрациклинов, Кларитромицин
- Нифедипин
- Ибупрофен, Индометацин
- Амиодарон
- Гормональные контрацептивы
- Аллопуринол
- Азатиоприн
- Мелбек

Чувствительность к тому или иному лекарственному препарату варьируется от человека к человеку. Вообще, практически любой лекарственный препарат способен вызвать поражение печени и развитие гепатита разной степени тяжести.
Особенно тяжёлые формы гепатита развиваются при отравлении такими веществами как: аматоксины и фаллотоксины — токсины плодовых тел некоторых видов грибов рода Аманита или Мухомор (бледной поганки, белой поганки и др.), Галерина и Лепиота; белый фосфор, парацетамол, четырёххлористый углерод, промышленные яды и др.

## Аутоиммунные гепатиты
Как и другие аутоиммунные заболевания, аутоиммунный гепатит чаще встречается у женщин, общая заболеваемость составляет примерно 15—20 человек на 100 тысяч населения. В основе патогенетического механизма развития аутоиммунного гепатита лежит врождённый дефект мембранных рецепторов HLA II.
Аутоиммунный гепатит является самостоятельным заболеванием, которое развивается вследствие дефекта работы иммунной системы. И в первую очередь развитием патологических иммунных реакций против собственных гепатоцитов. При этом достаточно часто в процесс вовлекается не только печень, но и крупные железы внешней и внутренней секреции, в том числе поджелудочная железа, щитовидная железа, слюнные железы.
Международной группой по изучению аутоиммунного гепатита выделены признаки, которые делают диагноз аутоиммунного гепатита «определённым» или «вероятным». В пользу аутоиммунного гепатита свидетельствуют:
- женский пол;
- повышенный уровень сывороточных аминотрансфераз (АСТ и АЛТ);
- низкий уровень щелочной фосфатазы (ЩФ);
- гипергаммаглобулинемия с повышением IgG сыворотки;
- положительные антинуклеарные антитела (АНА);
- антитела к гладкой мускулатуре (АГМ);
- печёночно-почечные микросомальные антитела 1 типа (LKM-1);
- отсутствие в сыворотке крови маркеров вирусных инфекций;
- отрицание больным злоупотребления алкоголем;
- отсутствие указаний на переливание крови или применение гепатотоксичных лекарственных средств в анамнезе.

Для диагноза аутоиммунный гепатит необходимо наличие высокого титра (по крайней мере 1:80 у взрослых и 1:20 у детей) антинуклеарных антител, антител к гладкой мускулатуре или антител к микросомам печени и почек 1-го типа.

## Статистика заболеваний
По информации ВОЗ по состоянию на 2017 г. с хроническим гепатитом жили около 325 млн человек, в том числе 257 млн человек жили с вирусом гепатита B, а 71 миллион — с вирусом гепатита C.
Наиболее эффективным способом профилактики гепатитов A и В является вакцинация. В РФ иммунизация населения против гепатита B проводится в рамках национального календаря профилактических прививок с 1996 года. С 2000 года в России против гепатита B было привито около 100 млн детей, подростков и взрослых. В 2017 году вакцинировано – около 3 млн человек, в том числе 1,7 млн детей.
В 2017 году показатели заболеваемости острыми гепатитами B и С в России достигли самых низких за все годы наблюдения уровней – 0,9 и 1,22 случая на 100 тыс. населения.

## Диагностика гепатитов у животных
Учитывают данные анамнеза, результаты клинических и лабораторных исследований. Необходимо исключить цирроз печени, гепатоз, холецистит и холангит. Во всех случаях учитывают возможный этиологический фактор. Цирроз печени протекает хронически без лихорадки. Печень плотная, селезёнка увеличена, возможен цистит. Острый гепатит дифференцируют от гепатоза по этиологии, тяжести течения, температурной реакции. Хронический гепатит дифференцировать от гепатоза трудно. При жировом гепатозе селезёнка не увеличена.

## Лечение гепатитов у животных
Из рациона исключают недоброкачественные корма, ограничивают скармливание жирной пищи, назначают хорошее витаминное сено, сенаж, злаковые концентраты, болтушку из отрубей, корнеплоды или картофель. В пастбищный период максимально используют зелёные корма с малым содержанием нитратов и нитритов. Следует ограничить скармливание кормов, богатых сахарами, так как это ведёт к усилению в печени липогенеза.